# 690.
◄ | 6. stoljeće | 7. stoljeće | 8. stoljeće | ►
◄ | 660-ih | 670-ih | 680-ih | 690-ih | 700-ih | 710-ih | 720-ih | ►
◄◄ | ◄ | 687. | 688. | 689. | 690. | 691. | 692. | 693. | ► | ►►
Astronomija • Književnost • Kršćanstvo • Pravo • Promet

## Smrti
- Julijan Toledski, nadbiskup, pisac, povjesničar i svetac

## Vanjske poveznice
|  | Zajednički poslužitelj ima još gradiva o temi 690. |